# Сан Ђовани дел Досо
Сан Ђовани дел Досо (итал. San Giovanni del Dosso) је насеље у Италији у округу Мантова, региону Ломбардија.
Према процени из 2011. у насељу је живело 864 становника. Насеље се налази на надморској висини од 15 м.

## Становништво
Према резултатима пописа становништва 2011. у општини је живело 1.298 становника.
| 1931. | 1936. | 1951. | 1961. | 1971. | 1981. | 1991. | 2001. | 2011. |
| ----- | ----- | ----- | ----- | ----- | ----- | ----- | ----- | ----- |
| 2.447 | 2.493 | 2.522 | 2.019 | 1.519 | 1.361 | 1.224 | 1.180 | 1.298 |